# 第46回社会人野球日本選手権大会予選
第46回社会人野球日本選手権大会予選は、第46回社会人野球日本選手権大会の出場チームを決定するために行われた予選および各種大会の結果をまとめたものである。

## 第45回社会人野球日本選手権大会
大阪ガスが本戦出場

## 第45回全日本クラブ野球選手権大会
- 1回戦

- 2回戦

- 準決勝

- 決勝

全足利クラブ　3－2　千曲川硬式野球クラブ
全足利クラブが本戦出場

## 日本選手権対象大会

### 第75回JABA東京スポニチ大会
- 予選リーグAブロック

1位：Honda、2位：三菱自動車岡崎、3位：TDK、4位：鷺宮製作所
- 予選リーグBブロック

1位：三菱自動車倉敷オーシャンズ、2位：JFE東日本、3位：東京ガス、4位：Honda鈴鹿
- 予選リーグCブロック

1位：明治安田生命、2位：沖縄電力、3位：東芝、4位：日本新薬
- 予選リーグDブロック

1位：JR東海、2位：ENEOS、3位：カナフレックス、4位：日本製鉄鹿島
- 準決勝

三菱自動車倉敷オーシャンズ　1－0　Honda
明治安田生命　8－4　JR東海
- 決勝

三菱自動車倉敷オーシャンズ　2－0　明治安田生命
三菱自動車倉敷オーシャンズが本戦出場

### 第67回JABA静岡大会
- 予選リーグAブロック

1位：ヤマハ、2位：日本製鉄かずさマジック、3位：王子、4位：沖データコンピュータ教育学園
- 予選リーグBブロック

1位：東海理化、2位：NTT東日本、3位：西濃運輸、4位：ミキハウス
- 予選リーグCブロック

1位：SUBARU、2位：ジェイプロジェクト、3位：JR東海、4位：IMF BANDITS富山
- 予選リーグDブロック

1位：日本製鉄東海REX、2位：JR東日本、3位：スクールパートナー、4位：トヨタ自動車東日本
- 準決勝

ヤマハ　5－1　日本製鉄東海REX
東海理化　4－3（延長11回、11回からタイブレーク）　SUBARU
- 決勝

東海理化　3x－2（延長11回、11回からタイブレーク）　ヤマハ
東海理化が本戦出場

### 第49回JABA四国大会
- 予選リーグAブロック

1位：東芝、2位：JFE西日本、3位：エナジック、4位：JR四国
- 予選リーグBブロック

1位：セガサミー、2位：JR九州、3位：四国銀行、4位：ツネイシブルーパイレーツ
- 予選リーグCブロック

1位：沖縄電力、2位：日本通運、3位：日本生命、4位：アークバリア
- 予選リーグDブロック

1位：NTT西本、2位：三菱自動車岡崎、3位：徳島インディゴソックス、4位：シティライト岡山
- 準決勝

東芝　4－3　セガサミー
NTT西日本　8－3（延長11回、11回からタイブレーク）　沖縄電力
- 決勝

東芝　6－1　NTT西日本
東芝が本戦出場

### 第62回JABA長野県知事旗争奪野球大会
- 予選リーグAブロック

1位：JFE東日本、2位：トヨタ自動車、3位：ロキテクノ富山、4位：七十七銀行
- 予選リーグBブロック

1位：ENEOS、2位：三菱重工West、3位：ジェイプロジェクト、4位：信越硬式野球クラブ
- 予選リーグCブロック

1位：明治安田生命、2位：TDK、3位：伏木海陸運送、4位：Honda鈴鹿
- 予選リーグDブロック

1位：東邦ガス、2位：鷺宮製作所、3位：FedEx、4位：神戸ビルダーズ
- 準決勝

東邦ガス　8－5　明治安田生命
ENEOS　8－6　JFE東日本
- 決勝

ENEOS　5－3　東邦ガス
ENEOSが本戦出場

### 第63回JABA岡山大会
- 予選リーグAブロック

1位：ヤマハ、2位：パナソニック、3位：ツネイシブルーパイレーツ、4位：シティライト岡山
- 予選リーグBブロック

1位：三菱自動車倉敷オーシャンズ、2位：日本製鉄かずさマジック、3位：JR北海道硬式野球クラブ、4位：JFE西日本
- 予選リーグCブロック

1位：日本製鉄広畑、2位：Honda熊本、3位：伯和ビクトリーズ、4位：四国銀行
- 予選リーグDブロック

1位：NTT西日本、2位：大阪ガス、3位：JR西日本、4位：宮崎梅田学園
- 準決勝

日本製鉄広畑　8－2　NTT東日本
三菱自動車倉敷オーシャンズ　3－2（延長11回、11回からタイブレーク）　ヤマハ
- 決勝

日本製鉄広畑　8－1（8回コールド）　三菱自動車倉敷オーシャンズ
日本製鉄広畑が本戦出場

### 第43回JABA日立市長杯争奪野球大会
- 予選リーグAブロック

1位：日立製作所、2位：東京ガス、3位：日本製鉄東海REX、4位：九州三菱自動車
- 予選リーグBブロック

1位：SUBARU、2位：JR東日本、3位：ニチダイ、4位：西濃運輸
- 予選リーグCブロック

1位：日本製鉄鹿島、2位：Honda、3位：東海理化、4位：日本製紙石巻
- 予選リーグDブロック

1位：日本通運、2位：JR東日本東北、3位：三菱重工East、4位：スクールパートナー
- 準決勝

日本通運　1－0　SUBARU
日立製作所　4－2　日本製鉄鹿島
- 決勝

日本通運　6－2　日立製作所
日本通運が本戦出場

### 第71回JABA京都大会
- 予選リーグAブロック

1位：三菱重工West、2位：東芝、3位：NTT西日本、4位：西部ガス（出場辞退）
- 予選リーグBブロック

1位：セガサミー、2位：パナソニック、3位：JR西日本、ニチダイ（出場辞退）
- 予選リーグCブロック

1位：王子、2位：日本新薬、3位：日本生命、4位：シティライト岡山（出場辞退）
- 予選リーグDブロック

1位：JR東海、2位：大阪ガス、3位：鷺宮製作所、4位：日本製鉄広畑
- 準決勝

王子　5－1　JR東海
三菱重工West　12x－11　セガサミー
- 決勝

三菱重工West　9－0（7回コールド）　王子
三菱重工Westが本戦出場

### 第73回JABAベーブルース杯争奪大会
- 予選リーグAブロック

1位：JFE西日本、2位：日本製鉄鹿島、3位：ジェイプロジェクト、4位：Honda鈴鹿
- 予選リーグBブロック

1位：西濃運輸、2位：東邦ガス、3位：日本製鉄かずさマジック、4位：信越硬式野球クラブ
- 予選リーグCブロック

1位：JR東日本東北、2位：三菱自動車岡崎、3位：明治安田生命、4位：日本製鉄東海REX
- 予選リーグDブロック

1位：トヨタ自動車、2位：東京ガス、3位：カナフレックス、4位：航空自衛隊千歳（出場辞退）
- 準決勝

トヨタ自動車　3－2　JR東日本東北
JFE西日本　5－3　西濃運輸
- 決勝

トヨタ自動車　5－3　JFE西日本
トヨタ自動車が本戦出場

### 第73回JABA九州大会
- 予選リーグAブロック

1位：西部ガス、2位：日本製鉄大分、3位：東海理化、4位：セガサミー
- 予選リーグBブロック

1位：SUBARU、2位：三菱自動車倉敷オーシャンズ、3位：JR九州、4位：宮崎梅田学園（出場辞退）
- 予選リーグCブロック

1位・沖縄電力、2位：王子、3位：NTT西日本、4位：Honda
- 予選リーグDブロック

1位：パナソニック、2位：Honda熊本、3位：三菱重工East、4位：沖データコンピュータ教育学園（出場辞退）
- 準決勝

パナソニック　8－1（7回コールド）　SUBARU
沖縄電力　1－0　西部ガス
- 決勝

パナソニック　5－2　沖縄電力
パナソニックが本戦出場

### 第51回JABA東北大会
- 予選リーグAブロック

1位：NTT東日本、2位：日本新薬、3位：TDK、4位：北海道ガス
- 予選リーグBブロック

1位：日本通運、2位：バイタルネット、3位：日本製紙石巻、4位：トヨタ自動車東日本
- 予選リーグCブロック

1位：きらやか銀行、2位：日立製作所、3位：七十七銀行、4位：日本製鉄室蘭シャークス
- 予選リーグDブロック

1位：ヤマハ、2位：JR東日本東北、3位：伏木海陸運送、4位：ENEOS
- 準決勝

NTT東日本　3－1　日本通運
ヤマハ　1－0　きらやか銀行
- 決勝

ヤマハ　12－4（8回コールド）　NTT東日本
ヤマハが本戦出場

### 第62回JABA北海道大会
- 予選リーグAブロック

1位：JFE東日本、2位：大阪ガス、3位：日本製紙石巻、4位：JR北海道硬式野球クラブ（出場辞退）
- 予選リーグBブロック

1位：日本生命、2位：三菱重工East、3位：東邦ガス、4位：航空自衛隊千歳
- 予選リーグCブロック

1位：JR東日本、2位：トヨタ自動車、3位：日本製鉄室蘭シャークス、4位：北海道ガス
- 準決勝

三菱重工East　4－1　日本生命
JFE東日本　8－2　JR東日本
- 決勝

三菱重工East　8－6（延長12回、11回からタイブレーク）　JFE東日本
三菱重工Eastが本戦出場

## 地区最終予選

### 北海道地区
- 代表決定リーグ戦

第1戦　北海道ガス　10－0　航空自衛隊千歳
第2戦　北海道ガス　2－1　日本製鉄室蘭シャークス
北海道ガスが本戦出場

### 東北地区
- 1回戦

トヨタ自動車東日本　5－2　きらやか銀行
TDK　4－2　JR秋田
日本製紙石巻　6－4　JR盛岡
七十七銀行　6－2　JR東日本東北
- 2回戦

TDK　5－1　トヨタ自動車東日本
七十七銀行　8－5　日本製紙石巻

- 代表決定戦

TDK　3x－1　七十七銀行
TDKが本戦出場

### 北信越地区
- 1回戦

伏木海陸運送　6－2　IMFバンディッツ富山
バイタルネット　12－0（7回コールド）　JR新潟
ロキテクノ　9x－6　信越硬式野球クラブ
- 準決勝

伏木海陸運送　5x－2　FedEx
バイタルネット　8－1　ロキテクノ富山
- 代表決定戦

バイタルネット　4x－3（延長11回）　伏木海陸運送
バイタルネットが本戦出場

### 関東地区
三菱重工East、日本通運、ENEOS、東芝は出場権を獲得済み。
- 1回戦

JPアセット証券　13－0（7回コールド）　SUNホールディングス
JR東日本　5－3（延長10回）　エイジェック
JR千葉　3－2　日本ウェルネススポーツ大学東京
JR水戸　6－5　茨城トヨペット
日本ウェルネススポーツ大学　10－0　深谷組
オールフロンティア　3－2　SUBARU
- 2回戦

Honda　2－0　JPアセット証券
鷺宮製作所　2－1　JR東日本
明治安田生命　7－1　JR千葉
セガサミー　（不戦勝）　日本製鉄かずさマジック
日立製作所　7－1　東京ガス
JFE東日本　10－2（7回コールド）　JR水戸
NTT東日本　7－0（7回コールド）　日本ウェルネススポーツ大学
日本製鉄鹿島　2－0　オールフロンティア
- 代表決定戦

Honda　6－1　鷺宮製作所
セガサミー　13－6（8回コールド）　明治安田生命
JFE東日本　3－1　日立製作所
NTT東日本　2x－1　日本製鉄鹿島
Honda、セガサミー、JFE東日本、NTT東日本が本戦出場

### 東海地区
ヤマハ、東海理化、トヨタ自動車は出場権を獲得済み。
- 1回戦

JR東海　2－1　三菱自動車岡崎
- 2回戦

日本製鉄東海REX　6－2　Honda鈴鹿
王子　9－5　西濃運輸
JR東海　2－0　スクールパートナー
東邦ガス　4－0　ジェイプロジェクト
- 準決勝

東邦ガス　3－1　JR東海
日本製鉄東海REX　3－0　王子
- 敗者復活戦

王子　6－2　JR東海
- 代表決定戦

日本製鉄東海REX　1－0　東邦ガス
王子　9－4　東邦ガス
- 敗者復活1回戦

三菱自動車岡崎　3－1　Honda鈴鹿
- 敗者復活2回戦

三菱自動車岡崎　3－0　ジェイプロジェクト
西濃運輸　4－3　スクールパートナー
- 敗者復活3回戦

西濃運輸　3－1　三菱自動車岡崎
- 敗者復活4回戦

JR東海　5－0　西濃運輸
- 敗者復活代表決定戦

東邦ガス　2－1　JR東海
日本製鉄東海REX、王子、東邦ガスが本戦出場

### 近畿地区
大阪ガス、三菱重工West、日本製鉄広畑、パナソニックは出場権を獲得済み。
- 1回戦

ミキハウス　7－0（7回コールド）　履正社学園
- 2回戦

NTT西日本　7－0（7回コールド）　神戸ビルダーズ
日本新薬　3x－2（延長12回）　ミキハウス
カナフレックス　8－2　ニチダイ
日本生命　18－0（7回コールド）　ルネス紅葉スポーツ柔整専門学校
- 代表決定戦

日本新薬　4－3（延長11回）　NTT西日本
日本生命　8－0　カナフレックス
- 敗者復活1回戦

神戸ビルダーズ　3－1　ルネス紅葉スポーツ柔整専門学校
- 敗者復活2回戦

ニチダイ　5－1　履正社学園
神戸ビルダーズ　8－4　ミキハウス
- 敗者復活代表決定戦

NTT西日本　8－0　ニチダイ
カナフレックス　3－2　神戸ビルダーズ
日本新薬、日本生命、NTT西日本、カナフレックスが本戦出場

### 中国地区
三菱自動車倉敷オーシャンズは出場権を獲得済み。
- 1回戦

JR西日本　8－0　日鉄ステンレス山口シーガルズ
JFE西日本　3－0　シティライト岡山
- 2回戦

JR西日本　3－0　ツネイシブルーパイレーツ
伯和ビクトリーズ　7－1　JFE西日本
- 代表決定戦

伯和ビクトリーズ　3－1　JR西日本
- 敗者復活1回戦

JFE西日本　12－2　日鉄ステンレス山口シーガルズ
シティライト岡山　7－6　ツネイシブルーパイレーツ
- 敗者復活2回戦

JFE西日本　4－1　シティライト岡山
- 敗者復活代表決定戦

JFE西日本　5－1　JR西日本
伯和ビクトリーズ、JFE西日本が本戦出場

### 四国地区
- 代表決定対抗戦（2勝先取）

第1戦　JR四国　2－1　四国銀行
第2戦　JR四国　4－3　四国銀行
JR四国が本戦出場

### 九州地区
- 1回戦

苅田ビクトリーズ　6－3（延長10回タイブレーク）　鮮ど市場
沖データコンピュータ教育学院　4－0　九州総合スポーツカレッジ
日本製鉄大分　5x－4　大福ロジスティクス
九州三菱自動車　13－3（7回コールド）　エナジック
- 2回戦

JR九州　4－1　沖データコンピュータ教育学院
西部ガス　6－0　苅田ビクトリーズ
九州三菱自動車　4－3　沖縄電力
日本製鉄大分　4－2　Honda熊本
- 準決勝

西部ガス　3－1　日本製鉄大分
JR九州　2－0　九州三菱自動車
- 敗者復活戦

九州三菱自動車　6－0　日本製鉄大分
- 代表決定戦

JR九州　6－1　西部ガス
西部ガス　7－2　九州三菱自動車
JR九州、西部ガスが本戦出場